# Semiothisa olivata
Semiothisa olivata är en fjärilsart som beskrevs av W. Warren 1896. Semiothisa olivata ingår i släktet Semiothisa och familjen mätare. Inga underarter finns listade i Catalogue of Life.